# Tyrese Martin
Tyrese Jeffrey Martin, né le 7 mars 1999 à Allentown en Pennsylvanie, est un joueur américain de basket-ball mesurant 1,97 m et évoluant aux postes d'arrière et ailier.

## Biographie

### Carrière universitaire
De 2018 à 2020, il évolue pour les Rams du Rhode Island.
De 2020 à 2022, il joue pour les Huskies du Connecticut.

### Carrière professionnelle

#### Hawks d'Atlanta (2022-2023)
Il est choisi en 51e position par les Warriors de Golden State pour les Hawks d'Atlanta lors de la draft 2022. Il est coupé en juillet 2023.

## Statistiques

### Universitaires
| Saison    | Équipe       | Matchs | Titul. | Min./m | % Tir | % 3pts | % LF | Rbds/m. | Pass/m. | Int/m. | Ctr/m. | Pts/m. |
| --------- | ------------ | ------ | ------ | ------ | ----- | ------ | ---- | ------- | ------- | ------ | ------ | ------ |
| 2018-2019 | Rhode Island | 33     | 19     | 27.0   | .418  | .311   | .648 | 5.2     | 1.0     | .8     | .3     | 8.1    |
| 2019-2020 | Rhode Island | 30     | 30     | 34.2   | .433  | .321   | .662 | 7.0     | 1.1     | 1.1    | .3     | 12.8   |
| 2020-2021 | Connecticut  | 22     | 21     | 30.1   | .440  | .320   | .672 | 7.5     | 1.0     | 1.0    | .5     | 10.3   |
| 2021-2022 | Connecticut  | 29     | 29     | 32.1   | .449  | .430   | .689 | 7.5     | 1.9     | .8     | .5     | 13.6   |
| Carrière  | Carrière     | 114    | 99     | 30.8   | .435  | .346   | .670 | 6.7     | 1.3     | .9     | .4     | 11.1   |